# Roonui Anania
Roonui Anania, plus connu de son prénom Roonui, est un tatoueur polynésien né en 1961 sur l'atoll de Makemo dans l'archipel des Tuamotu en Polynésie française.

## Biographie
Roonui a suivi ses parents pour l'île de Tahiti alors qu'il avait dix ans. Sa mère est morte du cancer peu de temps après et son père a sombré dans l'alcool. C'est dans la rue qu'il a commencé à se tatouer à l'arrache, des dragons avec des aiguilles à coudre, avec ses copains Chimé et Purotu, alors qu'il avait une douzaine d'années. Dans les années 1970 le tatouage polynésien avait complètement disparu en Polynésie et seuls les militaires et les taulards étaient tatoués, de motifs old school américains et japonais.
Roonui, Chimé et Purotu ont passé beaucoup de temps dans la rue. Ils dessinaient des têtes de mort et des dragons partout sur les murs de Papeete, et passaient du temps à se tatouer mutuellement. Ils ont commencé à se tatouer des motifs marquisiens en s'inspirant des motifs ornant les boites de sardines. Lorsque Tavana Salmon a invité des tatoueurs traditionnels samoans à venir faire une démonstration de leur art à Papeete, les trois jeunes hommes étaient parmi les très rares  polynésiens tatoués. Ce fut pour eux le début d'une recherche plus approfondie des motifs anciens et des techniques de tatouage. C'est dans les années 1980 qu'ils ont redécouverts les motifs traditionnels, en particulier dans les ouvrages du médecin allemand Karl Von Den Steinen.
En plein renouveau identitaire et culturel maohi, autour de Henri Hiro, de Raymond Graffe et de Tapu Bonnet, les polynésiens candidats aux tatouages sont devenus de plus en plus nombreux. Bientôt surnommés les trois mousquetaires du tatouage, Roonui, Chimé et Purotu sont rapidement devenus les tatoueurs polynésiens les plus réputés. Ils ont commencé à être invités dans des conventions de tatouage internationales et à exporter leur art.
Après avoir longtemps exercé son art sur l'île de Moorea, Roonui s'est installé à Montréal en 2005. Considéré à l'échelle internationale comme un des grands maîtres du tatouage, il y réalise essentiellement de très grandes pièces, des corps entiers.

## Vidéographie
- Tatau le renouveau du tatouage. Documentaire de Gérard Jumel. 27 min. Jour J production 2007[9].
- Tatau la culture d'un art. Documentaire de Jean-Philippe Joaquim. 52 min. Emotion films 2014[10].
- Tatau. Documentaire de Jonathan Bougard. 36 min. In Vivo Prod 2019[11].
- Les trois mousquetaires du tatouage. Documentaire de Jonathan Bougard. 26 min. In Vivo Prod 2019[3].